# Bouteloua purpurea
Bouteloua purpurea är en gräsart som beskrevs av Gould och Zarir Jamasji Kapadia. Bouteloua purpurea ingår i släktet Bouteloua och familjen gräs. Inga underarter finns listade i Catalogue of Life.